# オナホール
オナホール（英: Artificial vagina）は男性器を女性器へ挿入する感触を味わえるよう膣口および膣をかたどっている性具。「オナニーホール」の略で、俗に「オナホ」と略される。安価な使い捨ての製品から、比較的高価なものは洗浄して再利用できるものまである。さらには、乳房や口をかたどったものや、電動タイプのものもある。

## 概要
エラストマーなどを筒状に加工したもので、陰茎を挿入することで女性器への挿入に近い性的快楽を得ることができる。古くは、江戸時代に「吾妻形」と呼ばれて存在し、これをはめ込んだ人形も作られたがいずれも高価であり、コンニャクやマクワウリの実を使用する簡単な方法もあった。使い捨てのオナホールは紙コップにスポンジを詰めただけの物が多かったが、近年は樹脂を利用したものもある。
また、オナニーなどでは問題なく射精できるが、実際の女性との性交において、女性の膣内で射精に至れない、いわゆる膣内射精障害と言われる性機能障害（射精障害）の中で、誤った（膣への挿入、ピストン運動といった通常の性行為とかけ離れた）オナニー習慣が原因とされる場合、そのリハビリにオナホールの有効性を示唆する報告がある。
かつてはアンダーグラウンドなイメージの強いものであったが、現在は一般客が入りやすいアダルトグッズショップやアダルトDVDショップ、ネット通販他、ドラッグストアや一部の百貨店でも購入出来るようになり、バイブレータやディルドといった女性用の性具とともに男性のオナニーグッズとして一躍メジャーなものとなった。近年ではパッケージデザインも洗練されてきており萌えイラストを採用したり、アニメのパロディキャラクターを使ったものなどが主流化している。

## 使用
使用に際しては、異物等が内部に無いかを確認し、摩擦を緩和し挿入を容易にするために水溶性のラブローションを使用する。コンドームを着用すると射精時の精液の飛散を気にすることなく使用でき、精液の処理も簡単になるメリットがある。ただし、コンドーム使用により摩擦感や快感が減じるのは性交と同様であり、また、仮にコンドームを使用することで精液の飛散は防げたとしても、オナホールに付着したローションやコンドームの潤滑剤を洗浄するための手入れは欠かせない点に留意が必要である。なお、耐久性については材質・構造・製品により様々である。お湯などでオナホールやローションを人肌に温めるのも快感を増すための一つの工夫であるが、温め過ぎによる破損や火傷には十分な注意が必要である。近年ではオナホール専用のウォーマーも存在したり、電気毛布を代用する例もある。
ダッチワイフ、ラブドールの股間部分にオナホールを装着し、使用する場合もある。

## 構造
膣に相当する部分に関しては、通常は伸縮性に富むシリコーンのほか、塩化ビニール、熱可塑性エラストマーなどが用いられる。ただし、見た目をあまりにもリアルに作り過ぎてしまうと「わいせつである」と判断され、日本では警察の取締の対象になってしまう。しかしながら純粋に設計上の問題として、亀頭を膣口部に導くためのガイド構造が必要とされる場合があるが、それが小陰唇に見えてしまうという問題があり、猥褻な形状でなく実用的であり、また使用者は自然な（恐らくは本物の女性器に近い）外見を求めているため、各メーカーは様々な工夫と配慮を行っている。なお、日本以外で制作されたものの場合、非常に写実的な外観を持った製品も存在するが、税関を通過できない場合があるため、輸入に当たっては注意を要する。
大きさや形状は陰茎が収まる筒状の物から女性器を精巧に模った物、女性の尻までかたどった物など様々である。一般に女性の性器を忠実に模した物が多く見られ、実物の陰毛を植毛した製品や、単なる円筒・多面体と言った無機質なデザインの物も存在する。価格は、数百円程度の物から、数万円台のものまである。耐久性は値段に比例する傾向があるが、工業製品としての規定がある訳ではないので、製造業者によってまちまちである。また、バイブレーター機能を内蔵していたり、ピンクローターを装着できる構造になっている物もあり、より強い刺激を得ることができる。高級品では、人工皮膚（シリコーン等の軟質合成樹脂素材を使用し、より人体に近い触り心地を再現するため、異なる固さの樹脂で積層構造としている）なども使われる。内部をうねらせたものや襞に突起を配置したもの、疑似的な処女膜を作ったもの、振動部を取り付けたものなど、手でペニスを刺激する場合とはまた違う快感を得るために細工をほどこした製品がある。また、幾つかに分解して洗えるタイプも出ている。
種別として、膣に相当する穴（ホール）が、膣口の反対側、即ち子宮側まで貫通している「貫通型」と、そうではない「非貫通型」に分かれる。

### 貫通型
貫通型は洗浄を行いやすく、オナホールを清潔に保ちやすいのがメリットの一つである。ただし、先端開放部からのローションや精液の漏出に注意する必要がある。また、丈の短い製品の場合、射精後に陰茎を貫通させ、感度を増した亀頭をオナホールの縁で刺激するという、非常に快感の強い特徴的な後戯が可能である。
貫通型は前後どちらからもペニスを挿入できるが、挿入する方向によって使用感が異なる事をコンセプトとした製品があるほか、オナホールそのものを裏返して異なる感触を楽しめるような製品も流通している。

### 非貫通型
非貫通型は先端が閉鎖されているもので、洗浄・乾燥が比較的困難なほか、子宮側に空気の逃げ出す穴が無いため、あまりに陰茎に密着する製品の場合、挿入が困難となる場合がある。が、それが転じて内部の空気を抜くことでピストン運動の引き時に陰茎に負圧がかかり、吸い付くような快感が得られるという利点がある（バキューム効果。フェラチオも参照）。また、先端から精液やローションが漏出するおそれがない点も利点である。膣内射精を好む者に支持されている。

### 電動型
筒・箱型のホールにローターなどの振動を与える装置を取り付けたり、または自慰の際の手の上下運動を再現して刺激を得る製品。など。これら電力で動く製品一般を指す。快感が得られる一方で、高価であり音が出るという欠点がある。また、映像やVRと連動できる製品も発売されている。

### カップホール
プラスチックの容器の中に、スポンジ・エアクッションなどのクッションで覆われている軟質樹脂が入っている。一例としてTENGAの場合、1回のみの使い捨てのオナホールとされており、衛生上の問題から複数回の使用は推奨されていないが、カップホールでも複数回使用できる物もある。

### ポケットサイズ、卵型
オナホールの中には、卵型や超薄型・小型のオナホールもある。使用方法は、ペニスの先端に卵のような形をしたオナホールを被せ、伸縮性を駆使してそのまま手で上下運動させる。カップホールと同様、使い捨てである。

### 据え置き型
手を動かさずに、腰を動かして本物のセックスのように気持よくなることができるのがこの「据え置き型」のオナホール。

### 床オナニー専用オナホール
「据え置き型のオナホール」に近いタイプだが、床オナニーに特化したもの。
据え置き型のオナホールと比べると薄いデザインで、床に置いて使うようなものである。

### おっぱい型
おっぱいの形でパイズリができるおっぱい型のホール。
柔らかさと相応なサイズである為か人工乳房と見立て女装具として自身の乳首にホールの乳首が来るように置き、ブラジャーを付けて固定して揉んで使用して興奮を楽しんでいる者もいる。

### お口型
口部をかたどったもので、口淫を擬似体験できる。舌に纏わり付く快感を体験できる様に舌が出ているタイプや甘噛みを体験できる様に口内に歯があるタイプや、唇の形をリアルに再現したタイプ等様々。

## 形状
全体的な構造として、以下のものが見られる。
- 筒・箱型：もっとも一般的なもの。膣、または肛門・直腸をモチーフに作られ、1,000円を割るものから1万円台のものまである。シリコン、ラテックスなどの軟質素材のみで作られ、動力のないタイプ。ダッチワイフにセットして使用するものもある。オナホールは数百円のものが多いが、樹脂を利用して内部構造を工夫し快感を向上した高価なものもある。
- 乳房型：乳房を模ったもので、パイズリを疑似体験できる。人によっては、自分の胸の部分に置いてブラジャーやスクール水着等を着用して女性になった気分で揉むと言う使い方をする者もいる。5000円台からあるが、重量によっては一万円を超えるものもある。
- 人形型：外側は着せ替え人形のようなデザインだが裏返すと女性器を模した挿入口があるもの。取り外して内部を洗えるタイプもある。また近年の萌えブームによりアニメフィギュアを模したものもある。
- 頭部型：近年は少ないが、女性の頭部を模したものである。口が挿入口になっており空気で膨らませるタイプと樹脂製とがある。理容師の用いる練習用の頭部マネキンのような形状。
- 形状再現型：リアルな女性器の複製品（腰部、臀部を含む）。ものによっては有名AV女優から型取りしたと謳っているものもある。据え置き型のため腰を動かして使用でき、擬似セックスを体感できる。パッケージも美少女ゲームやアニメとコラボレートしたり、AV女優の写真を利用するなど工夫されているものが多い。人間の手や足を模し、手のひらや足裏に女性器を模した挿入孔を有したものもある。最近ではAV女優がプロデュースしたものも出ており、『日本の名器』シリーズはメーカーのスタッフが女優本人の性器を撮影してその肉璧を徹底的に観察&ヒアリングして作成されている。
- USB連動型：パソコンとUSBケーブルで接続して使用可能なオナホール。オナホールの動きとCGキャラの動きや声が連動し、いかにも行為に及んでいるかの様な興奮を味わえる製品もある。
- 口部型:口部を模ったもので、口淫を擬似体験できる。舌に纏わり付く快感を体験できる様に舌が出ているタイプや甘噛みを体験できる様に口内に歯があるタイプや、唇の形をリアルに再現したタイプ等様々。最近ではAV女優がプロデュースした物も出ており、『神フェラクラシック』シリーズはメーカーが女優の口部を最新鋭機材で3Dスキャンして女優の口部を徹底再現しており、あたかも憧れの女優にフェラチオされている興奮を得られる。また舌が長いタイプもあり、舌の長さを活用してフェラチオではなく、ディープキスするのに用いる者もいる。

## 備考
ホールを固定する為のエアホールがある。膨らませたエアホールの穴に所有ホールを挿入して使う。エアホールの膨らまし加減で空気圧を調整する事で膣の締め付け感を疑似的に体感出来る。

### 主なメーカー
- トイズハート - 1983年設立、1999年にオナホールに参入。世界で初めてオナホールをブランド化した。
- 株式会社TENGA - 2005年設立。アダルトグッズブランド「TENGA」で知られる。海外展開も行っている。
- G PROJECT - 2012年に販売開始。2次元イラストをパッケージに使用している。
- Men'sMax（メンズマックス） - 2012年に販売開始。「本物以上に、本物。」をブランドコンセプトとして掲げている。